# Go to Sleep
"Go to Sleep" är en låt av det brittiska bandet Radiohead, utgiven på albumet Hail to the Thief 2003. Den släpptes som singel den 18 augusti 2003.

## Låtlista

### Brittiska versionerna
CD 1 CDR6613
1. "Go to Sleep"
2. "I Am Citizen Insane"
3. "Fog (Again)" (Live)

CD 2 CDRS6613
1. "Go to Sleep"
2. "Gagging Order"
3. "I Am a Wicked Child"

12" 12R6613
1. "Go to Sleep"
2. "I Am Citizen Insane"
3. "I Am a Wicked Child"

### USA-versionen
CD 52953 (släppt 3 september 2003 av Capitol Records)
1. "Go to Sleep"
2. "Gagging Order"
3. "I Am a Wicked Child"

12" R-19218
1. "Go to Sleep"
2. "I Am Citizen Insane"

### Kanadensiska versionen
CD
1. "Go to Sleep"
2. "I Am Citizen Insane"
3. "Fog (Again)" (Live)

## Medverkande
- Thom Yorke - sång, gitarr
- Jonny Greenwood - gitarr, laptop, leksakspiano
- Ed O'Brien - gitarr, bakgrundssång
- Colin Greenwood - elbas
- Philip Selway - trummor